# 篠田弘作
篠田 弘作（しのだ こうさく、1899年7月27日 - 1981年11月11日）は、日本の政治家。衆議院議員（11期）、自治大臣、国家公安委員会委員長を務めた。1974年、勲一等旭日大綬章受章。北海道苫小牧市名誉市民（1981年）。

## 来歴・人物
富山県富山市に、篠田信宣の二男として生まれる。1900年の富山大火による自宅の焼失、信宣の死亡など不幸が相次ぎ、1908年に一家は樺太へ移住、貧困の中で少年時代を過ごした。その後商店の小僧、小学校教諭などを経て、1927年早稲田大学専門部政治経済科を卒業、東京朝日新聞記者となる。山形支局長、千葉支局長を歴任し、1940年経済部長丹波秀伯の強引な勧めにより、水野成夫・南喜一が経営していた「大日本再生製紙」（日本製紙の前身の一つ）に入社する。理事兼札幌支店長として渡道し、同社勇払工場（苫小牧市）の建設を指揮した。
戦後は中央政界入りを志し、1946年・1947年の落選を経て、1949年の第24回衆議院議員総選挙に民主自由党公認で旧北海道4区から立候補し初当選（当選同期に池田勇人・佐藤栄作・前尾繁三郎・橋本龍伍・麻生太賀吉・小渕光平・西村英一・橋本登美三郎・福永健司・塚原俊郎・藤枝泉介・木村俊夫・稲葉修・河本敏夫・森山欽司・床次徳二・有田喜一など）。以後当選11回。党内では広川派の闘将として知られ、その後自由党・自由民主党に所属した。
直情径行な性格で、1953年には野党に監禁されている予算委員長を救出しようとして、春日一幸代議士への灰皿投げ付け事件を起こしている。保守合同後は緒方派→石井派→岸派→川島派→椎名派に所属。また参議院議員の西田信一らとともに、苫小牧港建設実現に尽力した。農林政務次官を経て、1962年、第2次池田内閣第2次改造内閣にて自治大臣兼国家公安委員会委員長として入閣する。在任中は都道府県知事の4選禁止の立法化を提唱したりした。1979年、政界を引退する。1981年11月11日、82歳で死亡。
科学技術庁長官を務めた渡辺省一、元衆議院議員の高橋辰夫は、いずれも篠田の秘書出身である。

## 栄典
- 1969年（昭和44年）11月3日 - 勲一等瑞宝章[2]
- 1974年（昭和49年）11月3日 - 勲一等旭日大綬章[3]